# Saint-Etienne-du-Valdonnez

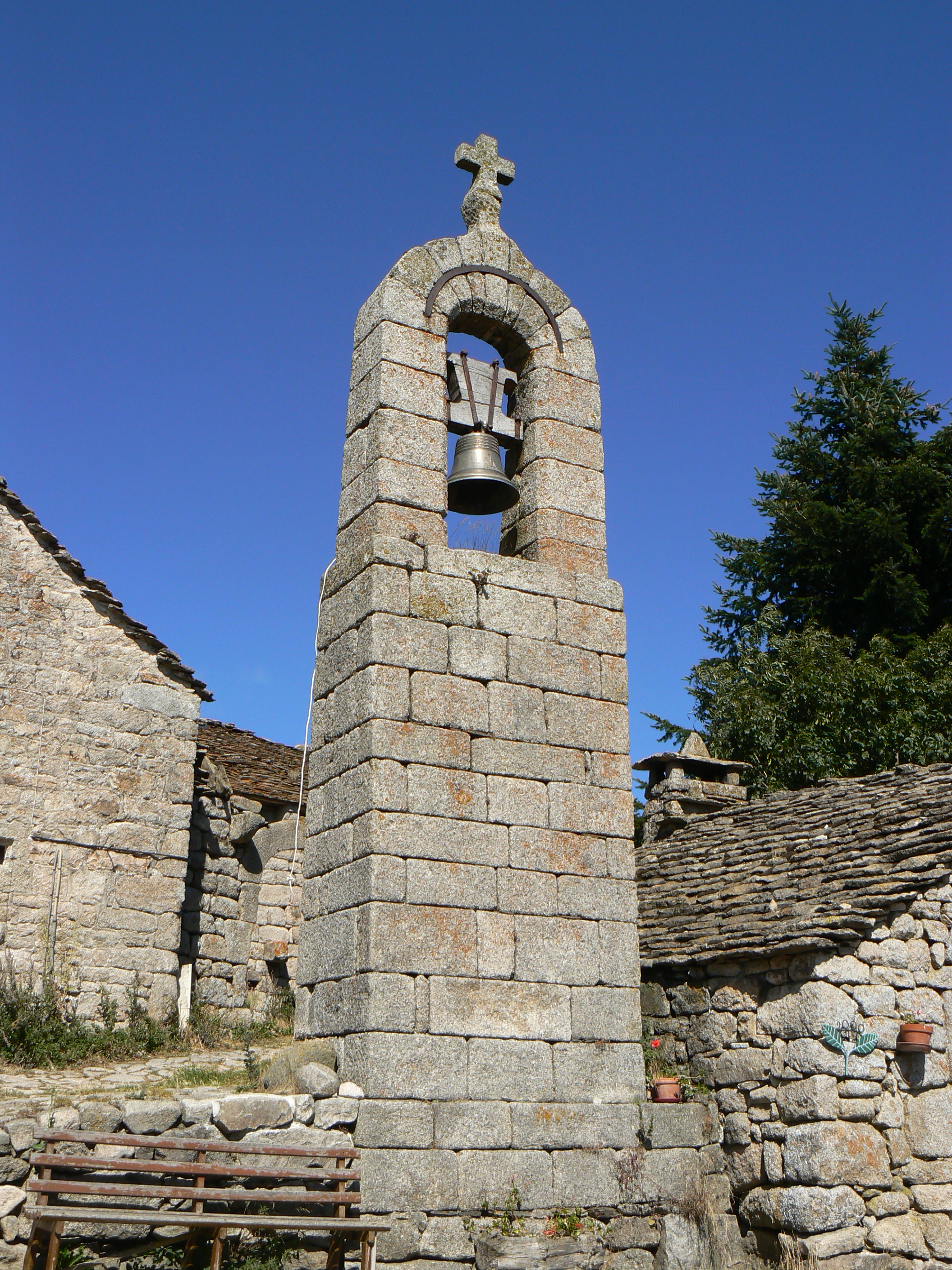
Dzwonnica w Saint-Etienne-du-Valdonnez, 2007

Saint-Etienne-du-Valdonnez – miejscowość i gmina we Francji, w regionie Oksytania, w departamencie Lozère.
Według danych na rok 1990 gminę zamieszkiwały 384 osoby, a gęstość zaludnienia wynosiła 7 osób/km² (wśród 1545 gmin Langwedocji-Roussillon Saint-Etienne-du-Valdonnez plasuje się na 576. miejscu pod względem liczby ludności, natomiast pod względem powierzchni na miejscu 45.).

## Populacja

Populacja Saint-Etienne-du-Valdonnez w latach 1962–2008